# Pappajohn c. La Reine
Pappajohn c. La Reine est un arrêt de principe de la Cour suprême du Canada rendu en 1980 concernant la défense d'erreur de fait en droit pénal. 

## Les faits
George Pappajohn a mis sa maison en vente par l'intermédiaire d'une société immobilière. Il a rencontré une agente immobilière de la société dans un bar. Ils ont déjeuné ensemble, boissons comprises, pendant environ trois heures, après quoi les deux se sont rendus chez Pappajohn où ils ont eu des rapports sexuels.
L'agente a affirmé qu'elle avait été violée. Cependant, Pappajohn affirme qu'hormis de quelques objections timides, elle avait consenti. Après l'événement, la femme a été vue en courant hors de la maison nue, portant un nœud papillon, les mains liées et elle était dans une grande détresse.

## Procès
Au cours du procès, la question s'est posée de savoir si la défense d'erreur de fait devait être soumise au jury. À savoir, si Pappajohn devait pouvoir prétendre qu'il croyait à tort qu'elle avait consenti. Le juge du procès a refusé d'accueillir la défense et Pappajohn a été déclaré coupable.

## Appel
La Cour d'appel de la Colombie-Britannique a confirmé la déclaration de culpabilité.

## Jugement de la Cour suprême
Le pourvoi de Pappajohn est rejeté. 
L'opinion des juges majoritaires a été rédigée par le juge McIntyre.

## Motifs du jugement
Le juge a d'abord discuté des circonstances où un moyen de défense peut être soumis à un jury. Il a statué qu'un moyen de défense peut être utilisé lorsqu'il y a « une preuve qui rendrait l’argument vraisemblable ». D'après les faits, il a conclu qu'il n'y avait aucune preuve, autre que la déclaration de l'accusé, qui, si elle était crue, aurait permis la possibilité d'un consentement. En conséquence, la décision du tribunal inférieur a été confirmée.

## Jugement dissident
Le juge Dickson a adopté une approche différente à l'égard de la défense d'erreur de fait. Il a déclaré que la défense découlait de l'exigence de la mens rea, qui serait de l'ordre de la norme subjective, et que, par conséquent, la croyance erronée n'avait pas besoin d'être raisonnable.

## Développements subséquents
Le gouvernement fédéral a par la suite modifié l'infraction pénale pour que, lorsque l'accusé affirme qu'il croyait au consentement de la victime, le juge doit demander au jury de « prendre en considération, en évaluant l’ensemble de la preuve qui concerne la détermination de la sincérité de la croyance de l’accusé, la présence ou l’absence de motifs raisonnables pour celle-ci. ».
La Cour suprême elle-même a clarifié le droit dans l'affaire Sansregret c. La Reine, où elle a exclu la défense d'erreur de fait lorsque le défendeur a fait preuve d'« ignorance volontaire » et d'« insouciance ».